# Otello Colangeli
Otello Colangeli (* 20. Dezember 1912 in Rom; † 6. Januar 1998 ebenda) war ein italienischer Filmeditor.

## Leben
Colangeli interessierte sich bereits als Kind für Radio- und Kinotechnik und arbeitete mit siebzehn Jahren in einem römischen Kino als Filmvorführer. Dort spezialisierte er sich auf das mit dem aufkommenden Tonfilm moderne Vitaphone-Verfahren. Er ließ sich bei „Edizioni Internazionali Cinematografiche“ zum Filmeditor ausbilden und sammelte erste Erfahrungen als Schnittassistent für zahlreiche Filme der 1930er Jahre. Für Eraldo Da Roma war er erstmals als Editor verantwortlich; für zwei Jahre arbeitete er für die „SACI“.
Nach Diensten für das Kriegsministerium, das Colangeli 1936 zu sich beorderte. Nachdem er lange Zeit parallel auch für Cinecittà tätig war. wurde er nach dem Zweiten Weltkrieg zu einem der gefragtesten Editoren Italiens. Seine Filmografie umfasst über 500 Arbeiten; nach 1980 drosselte er den Umfang seiner Tätigkeiten deutlich.
In den 1950er Jahren gründete Colangeli, der auch unter verschiedenen Pseudonymen gelistet wird, mit der „Cinemontaggio“ eine der bedeutendsten Firmen für die Postproduktion Italiens. Gelegentlich war er auch als Produzent tätig.

## Filmografie (Auswahl)
- 1950: Einer war zuviel (Atto di accusa)
- 1956: Väter und Söhne (Padri e figli)
- 1957: … und vergib mir meine Schuld (Ascoltami)
- 1958: Mia nonna poliziotto
- 1958: La morte viene dallo spazio
- 1960: Das Schwert des roten Giganten (Il gigante della Tessaglia)
- 1961: Maciste und die Königin der Nacht (Maciste l'uomo più forte del mondo)
- 1961: Vulcanus, der Titan (Vulcano figlio di Giove)
- 1962: Due contro tutti
- 1963: Das Schloß des Grauens (Le vergine di Norimberga)
- 1963: Perseus – der Unbesiegbare (Perseo l'invincibile)
- 1964: Danza macabra
- 1964: Soraya, Sklavin des Orients (Anthar l’invincibile)
- 1964: Der stärkste Mann der Welt (Il trionfo di Ercole)
- 1964: Ursus und die Sklavin des Teufels (Ursus il terrore dei Kirghisi)
- 1965: Orion-3000 – Raumfahrt des Grauens (Il pianeta errante)
- 1965: Lo sceriffo che non spara
- 1966: Hermann der Cherusker (Il massacro della foresta nera)
- 1966: Dinamita Jim
- 1966: Django – Nur der Colt war sein Freund (Django spara per primo)
- 1966: Im Nest der gelben Viper (F.B.I. operazione vipera gialla)
- 1966: Ringo mit den goldenen Pistolen (Johnny Oro)
- 1967: Dämonen aus dem All (La morte viene dal pianeta Aytin)
- 1967: Operation „Kleiner Bruder“ (O. K. Connery)
- 1967: Tal der Hoffnung (Clint el solitario)
- 1967: … und morgen fahrt ihr zur Hölle (Dalle Ardenne all’inferno)
- 1967: Vier Halleluja für Dynamit-Joe (Joe l'implacabile)
- 1968: Fünf blutige Stricke (Joko, invoca dio… e muori)
- 1968: Pilluks nimmt Maß (Giurò… e li uccise ad uno ad uno (Piluk il timido))
- 1968: Schreie in der Nacht (Contronatura)
- 1969: Mord im schwarzen Cadillac (Femmine insaziabili)
- 1971: Uccidi Django… uccidi per primo!!!
- 1971: Django – Unerbittlich bis zum Tod (Il mio nome è Mallory… “M” come morte)
- 1971: Dracula im Schloß des Schreckens (Nella stretta morsa del ragno)
- 1971: I quattro pistoleri di Santa Trinità
- 1972: Pizza, Pater und Pistolen (Posate le pistole, reverendo)
- 1973: Ci risiamo, vero Provvidenza?
- 1977: El Macho
- 1978: Manaos – Die Sklaventreiber vom Amazonas (Manaos)
- 1982: Giuseppe Verdi – Eine italienische Legende (Verdi)
- 1990: Demonia
- 1991: Bucks größtes Abenteuer (Buck ai confini del cielo)